# Pachystilicus
Pachystilicus – rodzaj chrząszczy z rodziny kusakowatych i podrodziny żarlinków. Obejmuje dwa opisane gatunki. Zamieszkują nearktyczną Amerykę Północną.

## Morfologia
Chrząszcze o ciele mocno wydłużonym, ale w porównaniu z większością bystrzyków tęgim, długości od 4,5 do 5 mm. Ubarwienie mają ciemnobrązowe z ciemniejszą głową oraz rudobrązowymi czułkami i odnóżami. Oskórek jest gęsto punktowany i porośnięty delikatnymi, złocistymi szczecinkami.
Głowa jest trapezowata, pośrodku najszersza, o prostym przednim brzegu nadustka, prostych skroniach, zaokrąglonych kątach tylnych i szeroko wykrojonej tylnej krawędzi. Wierzch ma gęściej i grubiej od przedplecza punktowany oraz pomarszczony, pozbawiony mikrorzeźby. Duże, nieco wyłupiaste oczy zajmują ⅓ jej długości i mają szczecinki między fasetkami. Spośród jedenastu członów czułka od czwartego wzwyż są omszone. Poprzeczna, na przedzie słabiej niż w tyle zesklerotyzowana warga górna ma łukowaty brzeg przedni z dwoma długimi ząbkami pośrodkowymi, oddzielonymi zaokrąglonym wcięciem. Żuwaczki pozbawione są prostek. Czteroczłonowe głaszczki szczękowe mają wierzchołkowy człon mały, błyszczący i zaostrzony. Wargę dolną cechują: całobrzegi języczek, poprzecznie prostokątna bródka i trójczłonowe głaszczki wargowe o członie ostatnim walcowatym, krótszym i węższym niż przedostatni. Szerokość szyi jest mniejsza niż 1/5 szerokości głowy.
Przedplecze jest rombowate, szersze niż dłuższe, węższe i krótsze od głowy, najszersze pośrodku. Tarczka ma zaokrąglony brzeg przedni oraz siateczkowaną i pozbawioną żeberek powierzchnię. Pokrywy są szersze i dłuższe od przedplecza, kwadratowe, o niewyraźnych kątach barkowych i nieobecnych listewkach epipleuralnych. Skrzydła tylnej pary są w pełni wykształcone. Hypomery nie są odcięte od wierzchu przedplecza żeberkami. Linie krawędziowe spodu przedtułowia górna i dolna nie stykają się. Przedpiersie ma pomarszczone, pozbawione mikrorzeźby, opatrzone podłużnym żeberkiem basisternum oraz trójkątne, zaostrzone, opatrzone żeberkami podłużnym i poprzecznym furcasternum. Krętarzyki są duże i kwadratowe. Biodra środkowej pary stykają się ze sobą. Odnóża mają pozbawione kolców czy długich szczecin na zewnętrznych krawędziach golenie oraz pięcioczłonowe, tęgie stopy. Przednia para stóp jest nieznacznie rozszerzona.
Odwłok charakteryzuje się wciskami na nasadach tergitów od trzeciego do szóstego, obecnością pary paratergitów na segmentach od trzeciego do siódmego, zaokrąglonym tylnym brzegiem tergitu ósmego i brakiem międzybiodrowego kila na sternicie trzecim. U samca ósmy sternit ma na tylnej krawędzi przeciętniej głębokości i szerokości wykrojenie pośrodkowe o zaokrąglonych bokach, a u samicy tylną krawędź prostą. Samcze genitalia cechują się zredukowanymi i zrośniętymi z płatem środkowym paramerami oraz tęgim i na szczycie szeroko ściętym, a patrząc od strony paramer zagiętym i na szczycie zaostrzonym wyrostkiem brzusznym.

## Rozprzestrzenienie
Rodzaj nearktyczny. Na terenie Kanady podawany jest z Kolumbii Brytyjskiej, Saskatchewanu, Alberty, Manitoby i Nowego Brunszwiku, a na terenie Stanów Zjednoczonych z Oregonu, Oklahomy, Missouri, New Hampshire i Massachusetts.

## Taksonomia i ewolucja
Do rodzaju należą dwa opisane gatunki:
- Pachystilicus quadriceps (LeConte, 1880)
- Pachystilicus hanhami (Wickham, 1898)

Takson ten wprowadzony został w 1905 roku przez Thomasa Lincolna Caseya na łamach „Transactions of the Academy of Science of St. Louis”. Wyznaczenia Stilicus quadriceps jego gatunkiem typowym dokonał w 1920 roku Robert Lucas. W 2022 roku Dagmara Żyła, Aleksandra Tokarewa i Katarzyna Koszela dokonały redeskrypcji rodzaju i jego gatunków.
W wynikach przeprowadzonej przez Żyłę i współautorki morfologiczno-molekularnej analizy filogenetycznej Pachystilicus znalazł się w nierozwikłanej trytomii z rodzajem Megastilicus i kladem tworzonym przez rodzaje Acrostilicus i Rugilus.